# 新利努
新利努是巴西阿拉戈斯州的一个市镇。总面积182.29平方公里，总人口11904人，人口密度65.3人/平方公里。